# 1951年の国鉄スワローズ
1951年の国鉄スワローズ（1951ねんのこくてつスワローズ）では、1951年の国鉄スワローズの動向をまとめる。
この年の国鉄スワローズは、西垣徳雄監督の2年目のシーズンである。

## 概要
新球団1年目は7位で終えたもののまずまずのスタートを切ったチームは、2年目の金田正一が開幕からローテーションに入り、田原基稔や高橋輝らとともに先発陣の中心となった。チームは開幕から好調で、4月は巨人に次ぐ2位につけた。しかし、打線の貧打やエラーで負ける試合も多く5月以降は成績が下降。それでも前年50近くあった借金を13に減らし、西垣監督の2年目は5位で終えたが優勝の巨人に31.5ゲームを、2位の名古屋（当時は中日新聞社と名古屋鉄道の共同経営）にも13.5ゲーム差をつけられた。カード別では優勝の巨人には4勝14敗と苦戦するも、名古屋には10勝6敗と勝ち越し、阪神には9勝9敗で互角、前年優勝の松竹には9勝11敗と健闘した。金田はこの年20勝を達成し、以降巨人へ移籍する1965年まで14年連続の20勝という偉大な記録を打ち立てセ・リーグを代表するエースにのし上がった。打撃陣は土屋五郎が盗塁王を獲得したこともありチーム盗塁数は142とリーグ2位だったが、安打数リーグ6位、二塁打・三塁打・本塁打すべてリーグ最下位、そして169失策はリーグ6位と振るわなかった。

## チーム成績

### レギュラーシーズン
| 1 | 中 | 土屋五郎   |
| 2 | 遊 | 中村栄     |
| 3 | 一 | 石川尚任   |
| 4 | 捕 | 宇佐美一夫 |
| 5 | 左 | 岩橋利男   |
| 6 | 三 | 千原雅生   |
| 7 | 二 | 福田勇一   |
| 8 | 右 | 初岡栄治   |
| 9 | 投 | 田原基稔   |

| 順位 | 4月終了時 | 4月終了時 | 5月終了時 | 5月終了時 | 6月終了時 | 6月終了時 | 7月終了時 | 7月終了時 | 8月終了時 | 8月終了時 | 最終成績 | 最終成績 |
| ---- | --------- | --------- | --------- | --------- | --------- | --------- | --------- | --------- | --------- | --------- | -------- | -------- |
| 1位  | 巨人      | --        | 巨人      | --        | 巨人      | --        | 巨人      | --        | 巨人      | --        | 巨人     | --       |
| 2位  | 国鉄      | 0.0       | 松竹      | 1.5       | 名古屋    | 3.5       | 名古屋    | 11.0      | 名古屋    | 14.0      | 名古屋   | 18.0     |
| 3位  | 名古屋    | 2.5       | 大阪      | 2.0       | 松竹      | 7.5       | 松竹      | 14.5      | 松竹      | 19.0      | 大阪     | 20.5     |
| 4位  | 大洋      | 3.0       | 名古屋    | 4.5       | 大阪      | 9.0       | 大阪      | 15.0      | 大阪      | 19.5      | 松竹     | 27.0     |
| 5位  | 松竹      | 3.5       | 国鉄      | 4.5       | 大洋      | 12.5      | 大洋      | 18.5      | 国鉄      | 25.0      | 国鉄     | 31.5     |
| 6位  | 広島      | 4.0       | 大洋      | 4.5       | 国鉄      | 13.5      | 国鉄      | 18.5      | 大洋      | 25.5      | 大洋     | 37.0     |
| 7位  | 大阪      | 4.5       | 広島      | 7.5       | 広島      | 17.0      | 広島      | 25.0      | 広島      | 33.5      | 広島     | 41.0     |

| 順位 | 球団             | 勝 | 敗 | 分 | 勝率 | 差   |
| 1位  | 読売ジャイアンツ | 79 | 29 | 6  | .731 | 優勝 |
| 2位  | 名古屋ドラゴンズ | 62 | 48 | 3  | .564 | 18.0 |
| 3位  | 大阪タイガース   | 61 | 52 | 3  | .540 | 20.5 |
| 4位  | 松竹ロビンス     | 53 | 57 | 5  | .482 | 27.0 |
| 5位  | 国鉄スワローズ   | 46 | 59 | 2  | .438 | 31.5 |
| 6位  | 大洋ホエールズ   | 40 | 64 | 4  | .385 | 37.0 |
| 7位  | 広島カープ       | 32 | 64 | 3  | .333 | 41.0 |

## オールスターゲーム1951
| ファン投票 | 選出なし |
| 監督推薦   | 金田正一 |

## 表彰選手
| リーグ・リーダー | リーグ・リーダー | リーグ・リーダー | リーグ・リーダー |
| 選手名           | タイトル         | 成績             | 回数             |
| ---------------- | ---------------- | ---------------- | ---------------- |
| 土屋五郎         | 盗塁王           | 52個             | 初受賞           |
| 金田正一         | 最多奪三振       | 233個            | 初受賞           |

| ベストナイン |
| ------------ |
| 選出なし     |